# Borgo Angelico
Borgo Angelico est une rue de Rome, dans le rione Borgo, non loin du Vatican.

## Histoire
La voie Borgo Angelico est instituée par le pape Pie IV. Son nom est inspiré du nom de naissance de Pie IV (Angelo Médicis).
Elle fut occupée un moment par des jardins (ceux des Sœurs de la charité d'Anagni[pas clair], des Baccelli et des Fabiani), qui ont tous disparu.
Actuellement, le quartier est réduit par rapport à celui d'origine, à cause des démolitions de 1938.

## Vues

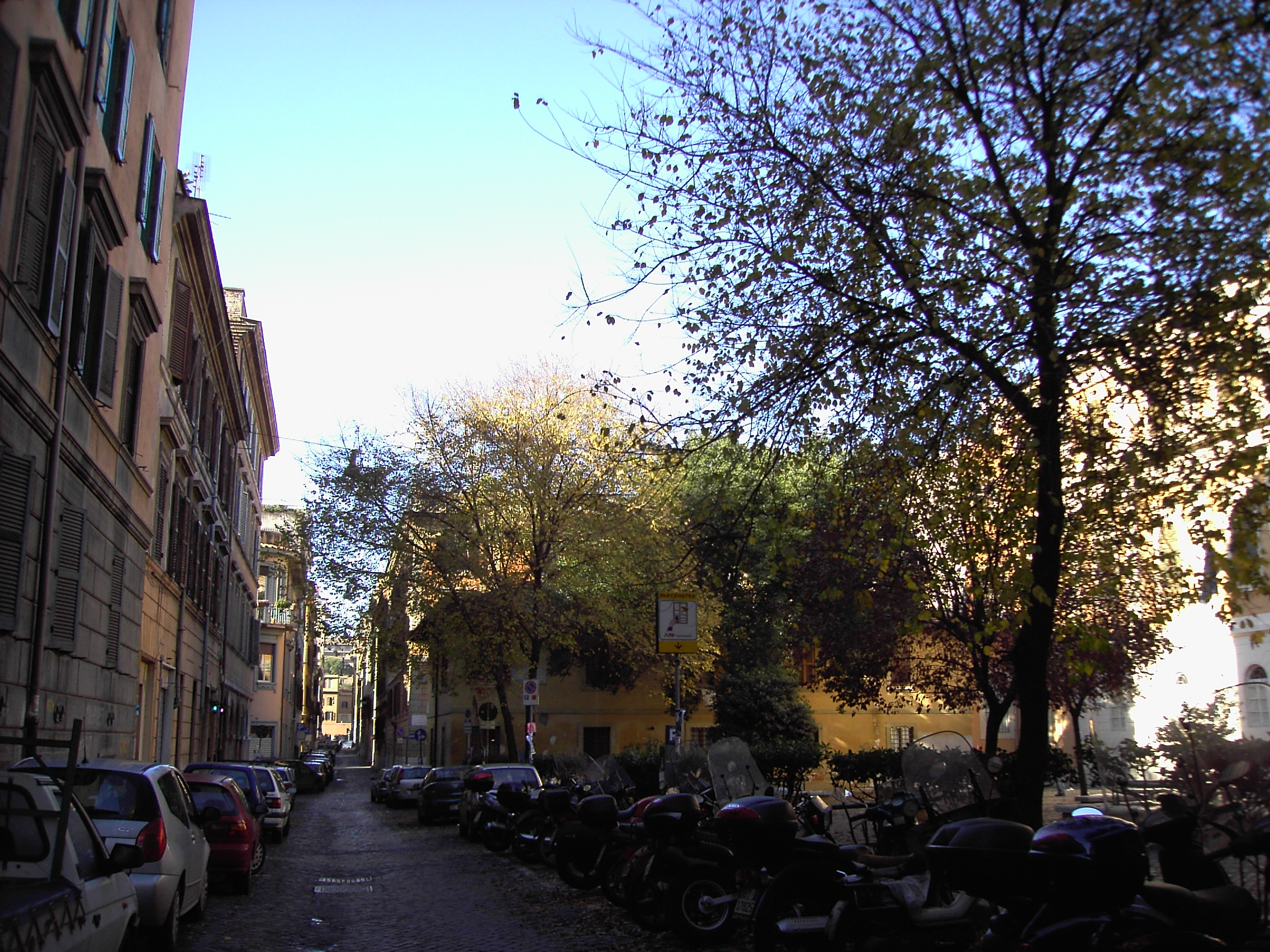
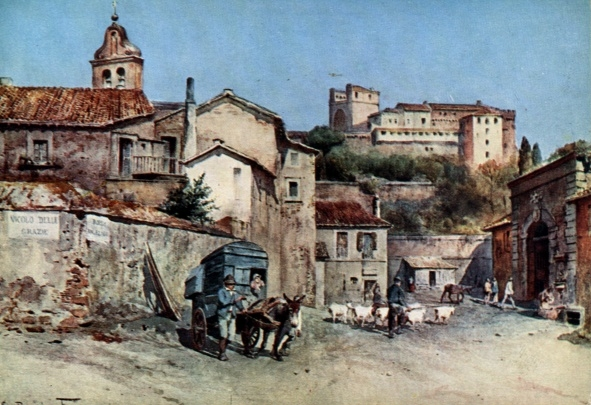
Peinture ancienne